# شركة أسمنت المنطقة الشمالية
تأسست شركة أسمنت المنطقة الشمالية عــام 2006 م، برأسمال 1,200,000,000,00وتــم الــبــدء في الإنتاج في النصف الأول من عام 2008 م .

## مصنع الشركة
يقع على بعد 190 كم شمال مدينة عرعر وعلى بعد 50 كم جنوب مدينة طريف بمنطقة الحدود الشمالية. وتكمن أهمية الموقع في قربه من موقع محجر المواد الخام، وقربه من مناطق استخراج المواد الخام، بالإ Vضافة إلى قربه من الأسواق المحلية والإقليمية حيث يمكن استغلال التصدير من خلال منشآت المنافذ الحدودية القريبة منه.

## أعضاء مجلس الإدارة
- سليمان سليم الحربي
- المهندس/رائد إبراهيم المديهيم
- المهندس/سعود سعد العريفي
- د/فيصل حمد الصقير
- المهندس/محمد فايز الدرجم
- الأستاذ/محمد سليم الصاعدي
- الأستاذ/خالد عبد العزيزالعريفي

## أغراض الشركة
- إنتاج مادة الكلنكر بنوعيه العادي والمقاوم.
- إنتاج الأسمنت العادي البورتلاندي والمقاوم للأملاح.
- إدارة وتشغيل مصانع الأسمنت البورتلاندي بجميع أنواعه.
- تجارة الجملة والتجزئة في منتجات الشركة ومواد البناء بما في ذلك إستيرادها وتصديرها للخارج.
- إدارة وتشغيل وصيانة المنشآت الصناعية المكملة لغرض الشركة.
- تملك العقارات لإقامة منشات الشركة عليها.
- الحصول على الوكالات التجارية.
- الاشتراك في تسيس الشركات التي تزاول أعمالا شبيهة بأعمالها والتي تعاونها على تحقيق أغراضها أو تتمم نشاط الشركة داخل وخارج المملكة.